# 鼻托
鼻托另作鼻梁撑（英語：nosepads），是人们用于固定眼鏡于鼻梁上的塑胶护垫，它是现代眼镜常见的部件之一，起到保持眼镜镜面与戴镜者眼睛距离的重要作用。鼻托多以透明或半透明的软塑胶材料制作，因为鼻托长期接触鼻梁皮肤，塑胶材料要求具有低刺激性、低敏感性的特征，以避免戴镜者的皮肤产生过敏反应，此外材料质地不可过硬过软，以求舒适。鼻托的类型有粘贴固定在眼镜架上的固定型鼻托也有借助金属托梗的活动型鼻托，后者较为普遍。活动型鼻托使用焊接于眼镜架上的金属托梗，将鼻托叶片粘贴固定于托梗活动关节上，鼻托叶片可符合戴镜者的鼻梁形状灵活调动。戴镜者在配置眼镜时，眼科医生会根据戴镜者鼻梁与眼睛的距离调动鼻托托梗。由于人的鼻梁处油性分泌物较多，如不时常清理鼻托，长期使用的鼻托会因此变黄、变硬，金属托梗甚至会生成铜绿色的锈，最终导致鼻托叶片松散脱落托梗。脏黄生锈的鼻托长期接近眼睛，不利于维护戴镜者的眼睛健康。活动型鼻托叶片更换步骤简易，且价格低廉，一些商店甚至免费，可以时常更换。而更换固定型鼻托需作小型焊接粘贴工作，步骤相对复杂。现代眼镜普遍使用鼻托，而无托式眼镜多见于墨镜、专用性质的眼镜或消遣娱乐性质的眼镜。高鼻粱戴镜者适合使用无托式眼镜。
- 正面观测眼镜框与鼻托长轴与垂线形成的夹角，称作前视角、前角、正面角，参考角度为 27.50°±7.50°。
- 从上方俯瞰眼镜框与鼻托背面平面与眼镜框圈形成的夹角，称作俯视角、俯角、斜角，参考角度为 27.50°±7.50°。
- 侧面观测眼镜框与鼻托背面平面与眼镜框圈形成的夹角，称作侧面角、侧角、垂角、直立角，参考角度为 12.50°±2.50°。

一些品質偏低的鼻托在使用一两月后则会发黄、质地变僵硬，如不及时更换，甚至会导致与鼻托接触的鼻梁表皮嫩红發炎，或与皮脂泌出的分泌物发生化学反应，冒出痘痘。

## 制作材料
目前硅树脂制作的“硅胶鼻托”是最普遍的制作材料，另用使用聚氯乙烯和聚碳酸酯的“人造胶鼻托”。高档眼镜还有使用玻璃、水晶、钛等制作的鼻托。